# Markus Meyer

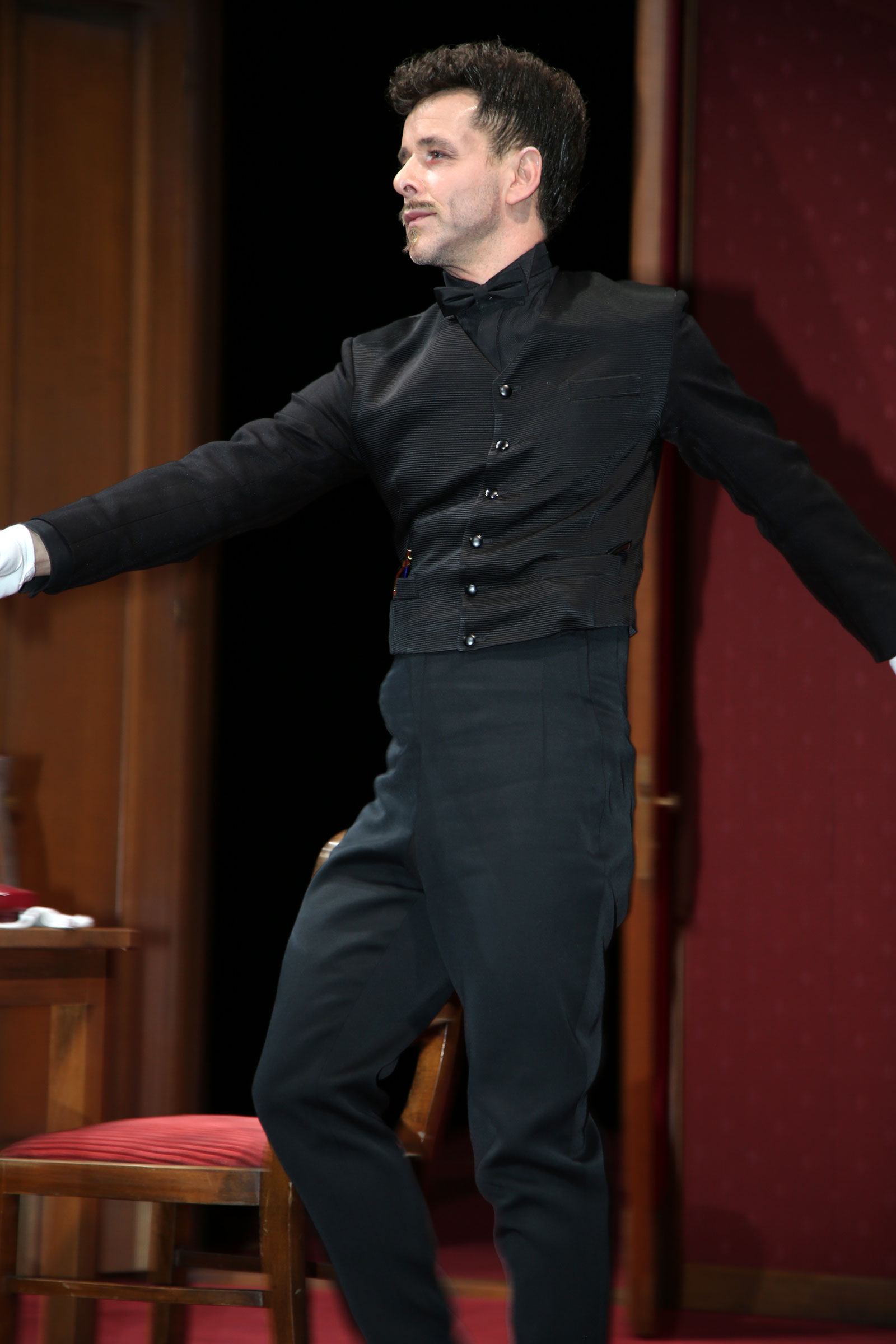
Markus Meyer (2015)

Markus Meyer (geboren am 11. Mai 1971 in Cloppenburg) ist ein deutscher Schauspieler und Ensemblemitglied des Wiener Burgtheaters.

## Leben
Meyer studierte zuerst Biochemie an der Universität Hannover. Nach dem Abschluss dieses Studiums änderte er plötzlich seinen Berufswunsch und begann eine Schauspielausbildung an der Berliner Hochschule für Schauspielkunst Ernst Busch, die er 2000 erfolgreich beendete. Noch während seines Schauspielstudiums trat er öfters in Berlin an der Deutschen Oper, an der Volksbühne sowie am Hans Otto Theater in Potsdam auf, und nach dem Abschluss seiner Schauspielausbildung wurde er sofort ans Berliner Ensemble engagiert, wo er mit Claus Peymann, George Tabori und Philip Tiedemann zusammenarbeitete. Er spielte Aumerle in Shakespeares Richard II., einen jungen Tempelherren in Lessings Nathan der Weise, Mr. Martin in Ionescos Der Wahnsinn der Wörter / Die kahle Sängerin und Pawel Wlassow in Brechts Die Mutter. 2004 holte ihn Andrea Breth für ihre Inszenierung Die Katze auf dem heißen Blechdach nach Wien, wo er seit 2005 am Burgtheater fest engagiert ist.
In Wien etablierte er sich schnell mit unterschiedlichen Charakterrollen in modernen wie in klassischen Stücken. Darüber hinaus erhielt er Gelegenheit, Soloprogramme bzw. Ein-Personen-Stücke wie Mein Arm oder Dorian Gray zu präsentieren. Über die Schauspielerei hinaus ist Meyer auch Turniertänzer in den Sparten Standard und Latein sowie ein versierter Chanson-Sänger. Auch diese Talente konnte er bereits mehrfach in Burgtheater-Produktionen unter Beweis stellen, so z. B. in Franz Wittenbrinks So leben wir und nehmen immer Abschied, in dem er mit Darbietungen von Elvis Presley bis Franz Schubert beeindruckte, oder in Andrea Breths Inszenierung Zwischenfälle, bei der nicht zuletzt das Tanzsolo von Markus Meyer zu einem Highlight der Aufführung gehörte.
Nach 2006, als er als Maler Schwarz in Wedekinds Erdgeist/Lulu bei den Festspielen Reichenau unter der Regie von Maria Happel auftrat, stand Meyer auch im Sommer 2011 als Werschinin in Drei Schwestern, ebenfalls unter der Regie von Maria Happel, in Reichenau auf der Bühne.
Daneben ist Markus Meyer ein versierter Hörspielsprecher, z. B. für den Österreichischen Rundfunk oder den Hessischen Rundfunk. Neben zahlreichen Einzelproduktionen wirkte er mit bei der Hörspielserie Outland oder in dem von Radio Bremen produzierten Folgen des ARD Radio Tatorts, in denen er den Ermittler Dr. Kurt Gröninger, einen Staatsanwalt spricht.
Als Filmschauspieler ist er in Josh Broeckers Film Ein Millionär zum Frühstück und als Max in Danielle Proskars Familienfilm Karo und der Liebe Gott zu sehen. Im Fernsehen war er in einer Gastrolle bei der Fernsehserie Die Cleveren zu sehen.
Im Februar 2021 outete er sich im Rahmen der Initiative #actout im SZ-Magazin mit 185 anderen lesbischen, schwulen, bisexuellen, queeren, nicht-binären und trans* Schauspielern.

## Bühnenrollen

### Berliner Ensemble
- Aumerle in Richard II. von William Shakespeare (R: Claus Peymann, 2000)
- Tempelherr in Nathan der Weise von Gotthold Ephraim Lessing (R: Claus Peymann, 2002)
- Mr. Martin in Der Wahnsinn der Wörter/Die kahle Sängerin von Eugène Ionesco (R: Philip Tiedemann, 2002)
- Pawel Wlassow in Die Mutter von Bertolt Brecht (R: Claus Peymann, 2003)
- Leonce in Leonce und Lena  von Georg Büchner (R: Robert Wilson, 2003)

### Burgtheater Wien
- Brick in Die Katze auf dem heißen Blechdach von Tennessee Williams (R: Andrea Breth 2004)
- Hamlet3 von William Shakespeare (R: Árpád Schilling 2005)
- Just in Minna von Barnhelm von Gotthold Ephraim Lessing (R: Andrea Breth 2005)
- Lev in Boulevard Sevastopol von Igor Bauersima und Réjane Desvignes (R: Igor Bauersima 2006)
- Karl-Heinz Lutz in Die Unvernünftigen sterben aus von Peter Handke (R: Frederike Heller 2006, Salzburger Festspiele in Kooperation mit dem Wiener Burgtheater)
- Franz Flaut in Ein Sommernachtstraum von William Shakespeare (R: Theu Boermans 2007, Burgtheater)
- Mercutio in Romeo und Julia von William Shakespeare (R: Sebastian Hartmann 2007, Burgtheater)
- Richard in Der Löwe im Winter von James Goldman (R: Grzegorz Jarzyna 2007, Burgtheater)
- Lee in Motortown von Simon Stephens (R: Andrea Breth) 2008, Akademietheater
- Soloprogramm Mein Arm von Tim Crouch (R: Anik Moussakhanian 2008)
- Nick in Wer hat Angst vor Virginia Woolf? von Edward Albee (R: Jan Bosse 2008, Burgtheater)
- Felix Krull in Schöner lügen – Hochstapler bekennen (R: Bastian Kraft 2008, Burgtheater)
- Malcolm in Macbeth (R: Stephan Kimmig 2008)
- Der Sohn in So leben wir und nehmen immer Abschied von Franz Wittenbrink (R: Franz Wittenbrink/Stephanie Mohr), Burgtheater 2009
- Cassio in Othello von William Shakespeare, (R: Jan Bosse), Burgtheater 2009
- Aumerle in Richard II. von William Shakespeare, (R: Claus Peymann), Burgtheater 2010
- Dorian Gray in Dorian Gray von Oscar Wilde, (R: Bastian Kraft), Burgtheater (Vestibül) 2010, danach auch in Akademie- und Burgtheater
- Diverse Rollen in Zwischenfälle, Szenen von Daniil Charms, Georges Courteline und Pierre Cami, (R: Andrea Breth), Akademietheater 2011
- Peter Pan, Burgtheater 2011
- Komponist Philippe in Peter Turrinis Bei Einbruch der Dunkelheit, Burgtheater 2014
- Justin in Eugène Labiches Die Affäre Rue de Lourcine, Burgtheater 2015
- Toinette, Argands Dienstmädchen, in Molières Der eingebildete Kranke, Burgtheater 2015
- Truffaldino in Carlo Goldonis Der Diener zweier Herren, Burgtheater 2016
- Ludwig II. in Ludwig II., nach einem Film von Luchino Visconti, Akademietheater 2017
- Nebel in Liebesgeschichten und Heiratssachen, Burgtheater 2017
- Rauch in Kasimir und Karoline, Burgtheater 2023

### Festspiele Reichenau
- Maler Schwarz in Lulu von Frank Wedekind (R: Maria Happel 2006)
- Werschinin in Drei Schwestern von Anton Tschechow (R: Maria Happel 2011)

### Salzburger Festspiele
- Jakob Michael Reinhold Lenz in Lenz von Georg Büchner, Regie Cornelia Rainer, 2012
- Puck bzw. Robin Goodfellow in Ein Sommernachtstraum von William Shakespeare, Musik: Felix Mendelssohn Bartholdy, Übersetzung und Regie: Henry Mason, 2013

## Filme
- 2001: Ein Millionär zum Frühstück – Regie: Josh Broecker
- 2003: Lottoschein ins Glück – Regie: Dirk Regel
- 2005: Karo und der Liebe Gott – Regie: Danielle Proskar
- 2007: Capri, you love?
- 2007: Nur ein kleines bisschen schwanger – Regie: Lars Montag
- 2008: Inga Lindström: Sommer in Norrsunda – Regie: Thomas Hermann
- 2010: Die geerbte Familie – Regie: Christine Kabisch

## Serien
- 2009: Alarm für Cobra 11 – Die Autobahnpolizei (Folge: Himmelfahrtskommando)
- 2021: SOKO Donau (Folge: Böser Geist)

## Hörspiele und Features (Auswahl)
- 2003: Karla Krause: Liebe, die um Abschied weiß – Regie: Robert Matejka (Radio-Feature – DLR Berlin/BR)
- 2008: John von Düffel: Schrei der Gänse. Regie: Christiane Ohaus (Radio-Tatort – Radio Bremen)
- 2008: Adolf Schröder: Mutter Hamburg – Regie: Heinz von Cramer (Hörspiel – DKultur)
- 2009; John von Düffel: Die Unsichtbare. Regie: Christiane Ohaus, (Radio-Tatort – Radio Bremen)
- 2011: John von Düffel: Wer sich umdreht oder lacht ... Regie: Christiane Ohaus (Radio-Tatort – Radio Bremen)
- 2011: Hanns Heinz Ewers: Clarimonde (Nach der Erzählung „Die Spinne“) – Regie: Uwe Schareck (Hörspiel – DKultur)
- 2011: Klaudia Ruschkowski/Giuseppe Maio: Im Bild versinken. Zigaina und Pasolini – Regie: Giuseppe Maio (Hörspiel – DKultur)
- 2012: Aravind Adiga: Der weiße Tiger – Bearbeitung und Regie: Beate Andres (Hörspiel – DKultur/NDR)
- 2012: John von Düffel: Ein klarer Fall. Regie: Christiane Ohaus, (Radio-Tatort – Radio Bremen)
- 2013: Normand Chaurette: Provincetown Playhouse, Juli 1919, Ich war 19 (Hörspiel – SR)
- 2013: petschinka: Chatroomdreams – Komposition und Regie: petschinka (Hörspiel – SRF)
- 2013: Mathieu Beurton: Drei Menschen und das Salz im Meer – Regie: Marguerite Gateau (Hörspiel – DKultur/SR)
- 2014: John von Düffel: Die Katze des Libanesen – Regie: Christiane Ohaus (Radio-Tatort – Radio Bremen)
- 2014: Andra Joeckle: Das Tangotier oder Reibung erzeugt Wärme – Regie: Alexander Schuhmacher (Hörspiel – DKultur)
- 2014: Joy Markert: Der Mendelssohnriss – Regie: Alexander Schuhmacher (Hörspiel – DKultur)
- 2014: Esther Dischereit: Die Mauern waren hier dick – (Autorenproduktion)
- 2014: Joy Markert: Der Mendelssohnriss – Regie: Alexander Schuhmacher (Kriminalhörspiel – DKultur)
- 2015: David Vogel: Eine Wiener Romanze – Regie: Harald Krewer (Hörspiel, 2 Teile – ORF/DKultur)
- 2015: John von Düffel: Die Toten ruhen (Staatsanwalt Dr. Kurt Gröninger) – Regie: Christiane Ohaus (Radio-Tatort – RB)
- 2015: Petros Markaris: Sokrates lässt grüßen – Regie: Christoph Dietrich (Kriminalhörspiel – DKultur)
- 2018: Liu Cixin: Die drei Sonnen. Trisolaris-Trilogie – Regie: Martin Zylka (Hörspiel – WDR)

## Auszeichnung
- 2016: Schauspieler des Jahres, ausgezeichnet von der ORF-Hörspiel-Jury[3]